# Blodaartstoren (Venlo)
De Blodaartstoren of Bloyaartstoren was een van de vestingtorens rondom de Nederlandse vestingstad Venlo. In de zeventiende eeuw werd de toren ook aangeduid als den thoren in Cleen Italien.
De toren heeft aan de zuidwestzijde van de stad gelegen, waar de zuidelijke stadsmuur met de westelijke (Maas-)stadsmuur samenkomt. De toren lag net ten zuiden van de Weerstoren. Afbeelding 21 in Hermans' Stedenatlas van Venlo toont de toren als nummer 18.
De toren werd voor het eerst vermeld in 1386 en zal dus in de periode tussen 1343 en 1386 zijn gebouwd. In 1409 stortte de toren in als gevolg van hoog water. Een jaar later werd begonnen met de herstelwerkzaamheden die in 1415 voltooid werden. Net als een paar andere vestingtorens werd ook deze toren, behalve ter verdediging van de stad, gebruikt voor opslag van buskruit en kanonnen.
Tijdens archeologisch onderzoek in de jaren 2002-2005 zijn overblijfselen van de Blodaartstoren teruggevonden. Het bleek dat de toren uitwendig een doorsnede had van 6 meter en dat de muur tussen de 1,40 en 1,50 meter dik was. Als bouwmateriaal werden zowel baksteen als mergel aangetroffen; dit had waarschijnlijk te maken met de diverse herstellingen die aan de toren waren gedaan.